# Beatus a Porta

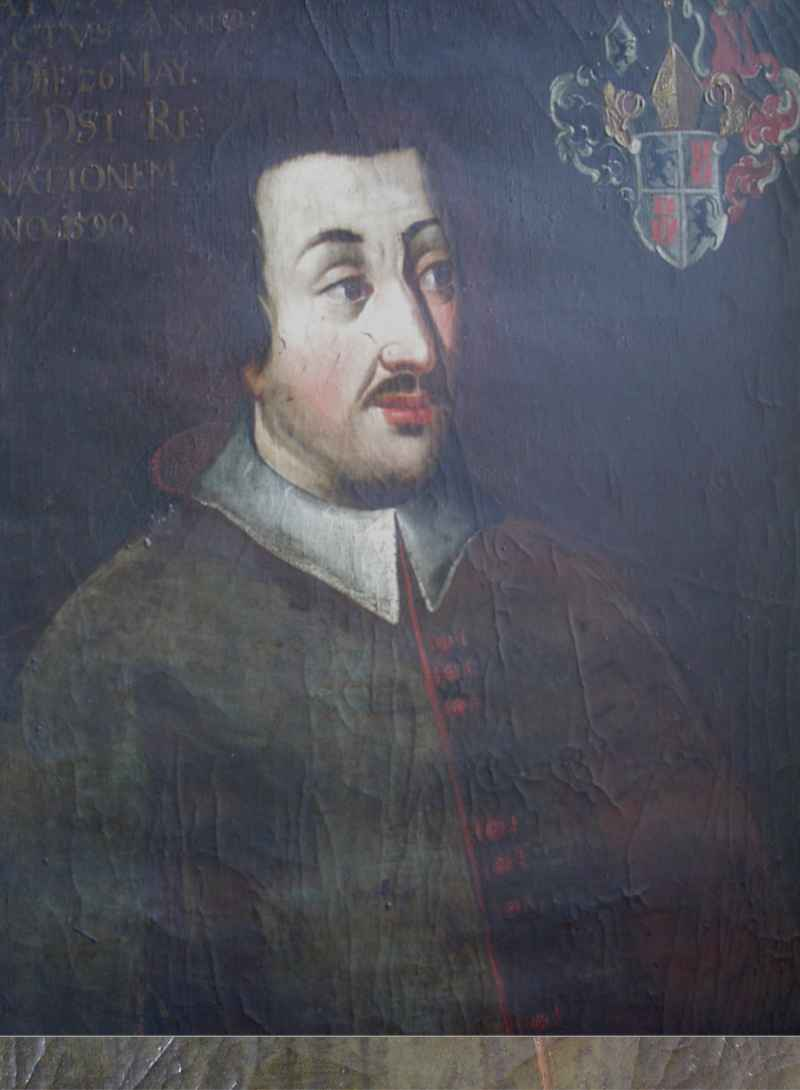
Beatus a Porta (1530–1590) Fürstbischof von Chur 1565–1581

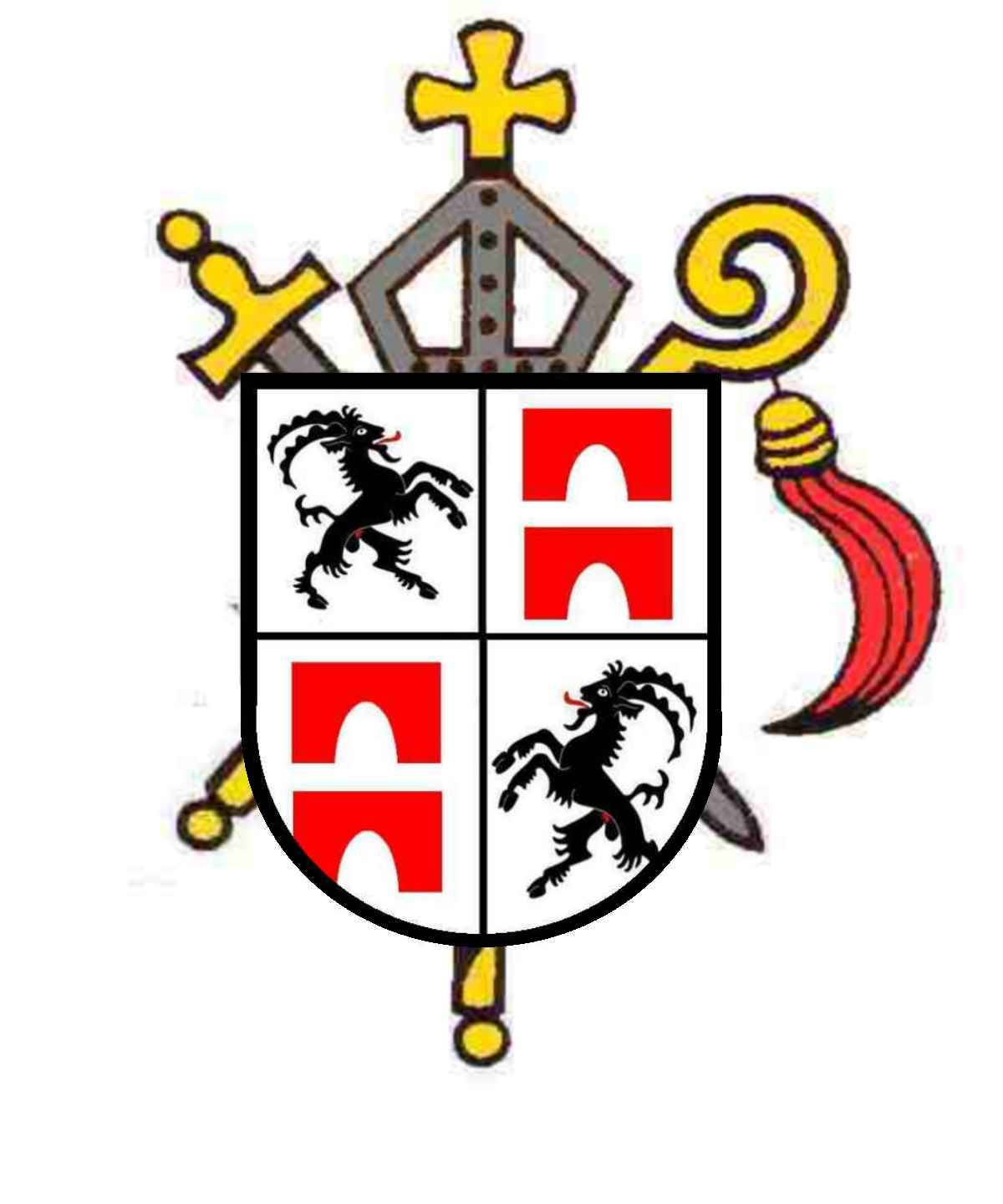
Wappen des Fürstbischofs von Chur 1565–1581

Beatus a Porta (* 1530 in Davos; † 1590 in Riffian) war römisch-katholischer Bischof des Bistums Chur.

## Leben
Der Sohn eines Landammanns (Bürgermeister) im Zehngerichtebund studierte in Freiburg im Breisgau in Orléans und Paris, war 1562 Pfarrer in Feldkirch und wurde Domherr in Chur.
Das Bündner Land bestand seit dem 14./15. Jahrhundert bis 1798 aus drei Teilstaaten (Bünden): Der Gotteshausbund in Chur mit elf Hochgerichten, der Obere oder Graue Bund (Graubünden) in Disentis mit acht und der Zehngerichtebund in Davos mit sieben Hochgerichten.
Beatus a Porta, im Besitz des Churer Bürgerrechts, wurde am 26. Mai 1565 als Nachfolger von Thomas Planta zum neuen Bischof von Chur gewählt. Nach Bekanntgabe der Wahl kam es unter Einfluss des Gotteshausbundes zu Unruhen und zum Ausruf eines Gegenbischofs in der Person des zum dritten Mal unterlegenen Bartholomäus Hieronymus von Salis. Beide Parteien wandten sich an Kaiser und Papst um Unterstützung ihrer Kandidaten. Papst Pius IV. bestätigte am 24. August 1565 den rechtmässig gewählten Beatus a Porta als Bischof von Chur. Der Erzbischof von Naxos Francesco Pisani spendete ihm am 21. November 1565 in Rom die Bischofsweihe; Mitkonsekratoren waren Andrea Matteo Acquaviva d’Aragona, der Erzbischof von Cosenza und Ascanio Albertini, der Bischof von Avellino-Frigento.
Von Salis fand sich mit der Niederlage nicht ab. Während sich Beatus a Porta zur Weihe in Rom befand, plünderte er das fürstbischöfliche Schloss, liess es in Brand stecken und teilweise zerstören.
Am 10. Februar 1566 erhielt Bischof Beatus a Porta von Kaiser Maximilian II. die Reichsregalien. Am 4. Juni desselben Jahres huldigte ihm die Stadt Chur, der Obere/Graue Bund und der Zehngerichtebund. Der Gotteshausbund hielt weiter an Salis fest und verweigerte dem neuen Bischof die Huldigung. Am 28. Juni 1566 resignierte Salis und verliess Ende des Jahres das fürstbischöfliche Schloss; 1570 verzichtete er auf sein Kanonikat in Chur und verstarb noch im selben Jahr in Albosaggia im Veltlin.
Bischof Beatus a Porta, der auf der Fürstenburg Schutz suchte, kehrte am 2. Januar 1567 nach Chur zurück, es gelang ihm aber nicht, das Vertrauen des Gotteshausbundes zu erringen. Immer wieder kam es zu Streitigkeiten, sodass er gezwungen war, sich 1575 wieder auf seine Fluchtburg im Vinschgau zurückzuziehen. Er weigerte sich, in sein Bistum Chur zurückzukehren und ernannte 1576 Dompropst und Generalvikar Nicolaus Venosta zu seinem Stellvertreter in Chur. Der Gotteshausbund besetzte wichtige Ämter, dem Bischof entzog man die weltliche Gewalt und sperrte seine Einkünfte. Am 25. Februar 1580 erklärte Beatus a Porta unter dem Druck des päpstlichen Gesandten Giovanni Francesco Bonhomini seinen Rücktritt. Seine Resignation wurde mit der Ausstellung eines Pensionsvertrages vom 4. Juni 1581 rechtskräftig, der ihm eine jährliche Rente von 400 Gulden zusicherte. Er zog sich in ein Privathaus in seiner ihm bereits 1576 auf die Präsentation des Erzherzogs Ferdinand von Österreich von Papst Gregor XIII. (1572–1585) verliehenen Pfarrei St. Johannes der Täufer zu Tirol zurück, die auch die Stadt Meran umfasste.
Beatus a Porta starb 1590 in der Nähe von Meran und wurde in der Pfarrkirche zur Schmerzhaften Muttergottes (Riffian)  beigesetzt.